# Galderma
Galderma — швейцарская фармацевтическая компания. Штаб-квартира расположена в Лозанне. Специализируется на дерматологических препаратах. Создана в 2019 году, отделилась от Nestlé.

## История
Старейший предшественник компании, Owens Laboratories, была основана в 1961 году в Далласе (Техас, США). В 1972 году эту лабораторию купила компания Alcon, в 1977 году поглощённая Nestlé. Вторая основная часть компании, Международная лаборатория дерматологических исследований, основана в 1979 году в София-Антиполис при поддержке L'Oréal.
В 1981 году Nestlé и L’Oréal решили объединить свои фармацевтические активы в совместное предприятие Galderma. В 1984 году лабораторией разработан препарат Adapalene для лечения акне, в 1986 году Galderma начала коммерческую деятельность. В 2000 году открыта фабрика в Бэ-д’Юрфе (пригород Монреаля, Канада), в 2004 году — бразильская фабрика в Ортоландии. В 2009 году куплена компания Sculptra, а в 2011 году — Q-med. В 2014 году Nestlé выкупила долю L’Oréal в совместном предприятии, а в 2019 году продала Galderma консорциуму частных инвесторов. В 2021 году была куплена компания Alastin Skincare

## Деятельность
Основные производственные мощности находятся в Бэ-д’Юрфе (фр., Канада), Альби-сюр-Шеран (фр., Франция), Уппсале (Швеция) и Ортоландии (Бразилия).
Основными рынками сбыта являются США, Бразилия, Германия, Канада, Австралия, Великобритания и КНР (на них в сумме приходится 70 % выручки).